# Jesípek
Jesípek je vodní plocha o rozloze 4,0 ha vzniklá jako slepé rameno řeky Labe po provedení její regulace v dvacátých letech 20. století u Hradce Králové. Nalézá se v lukách asi 0,4 km severně od areálu čistírny odpadních vod Hradec Králové. Slepé rameno je využíváno pro sportovní rybolov. 
Vodní plocha katastrálně spadá pod Pražské Předměstí, na jehož jihovýchodní hranici se nachází, přičemž její břehy se nacházejí v katastrálním území Třebeš. Přibližně 500 m severovýchodně od Jesípku se nachází další slepé rameno Staré Labe. Na konci roku 2018 byla přes Jesípek vybudována lávka pro Hradubickou cyklostezku.

## Galerie

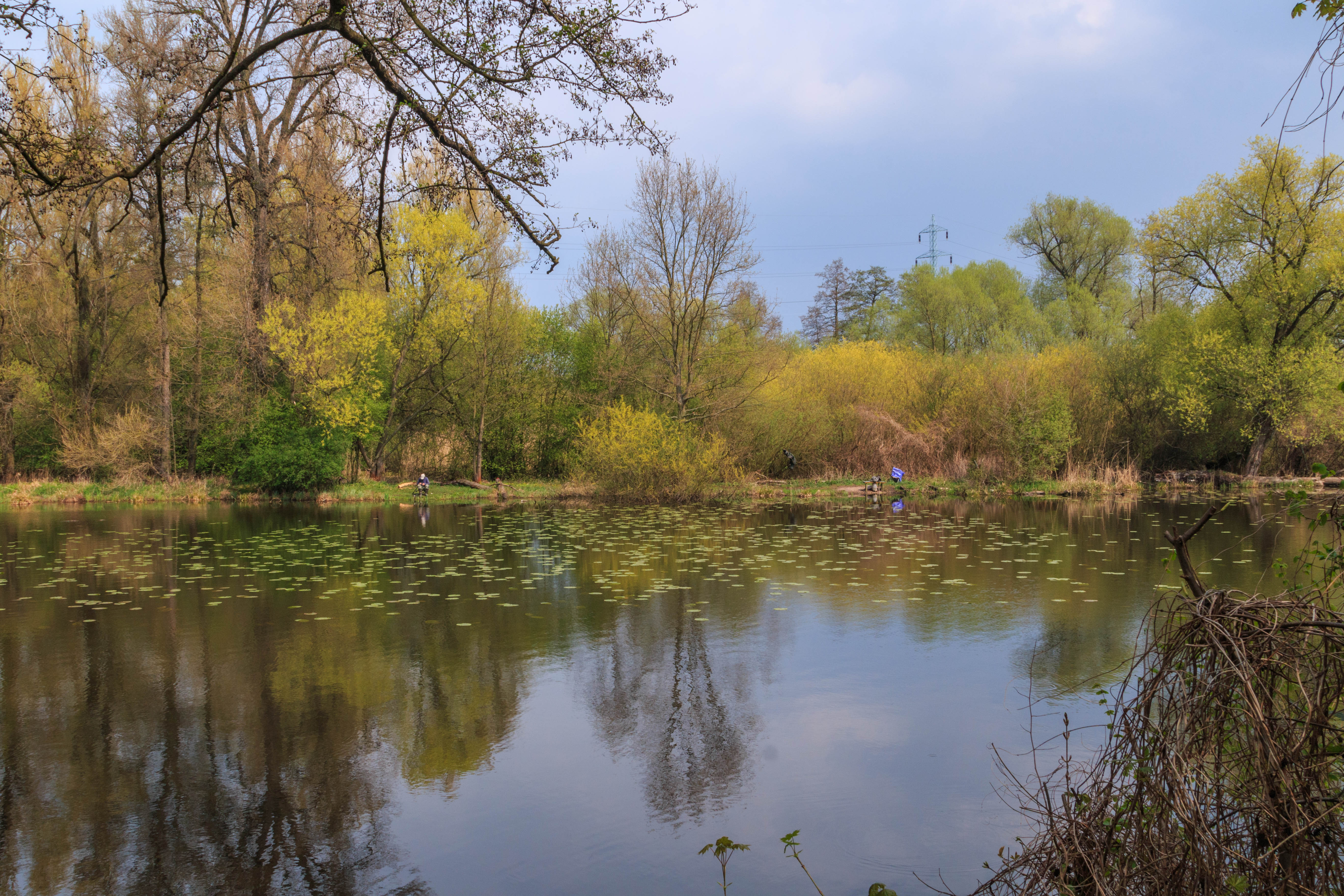
pohled na rameno Jesípek
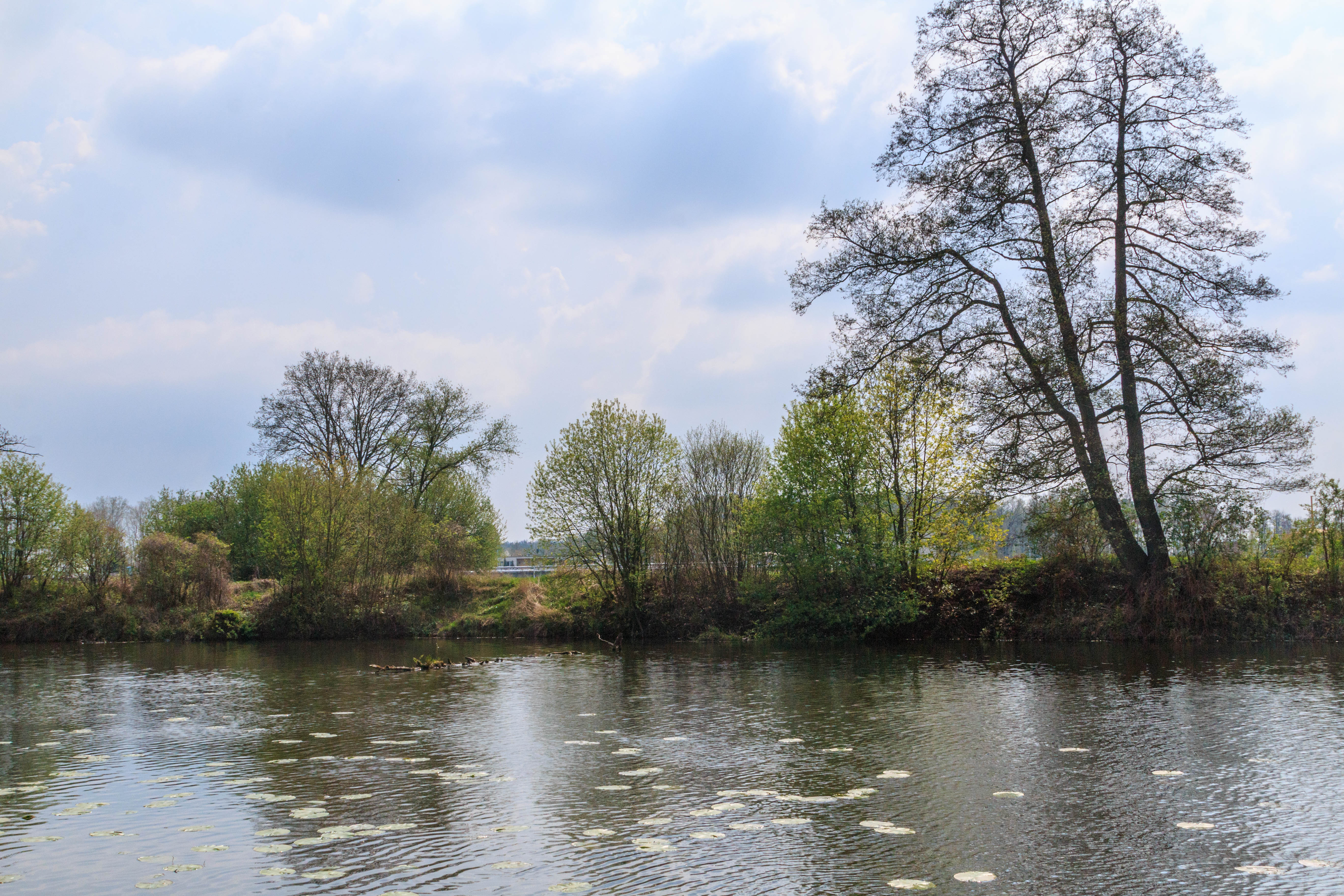
pohled na rameno Jesípek
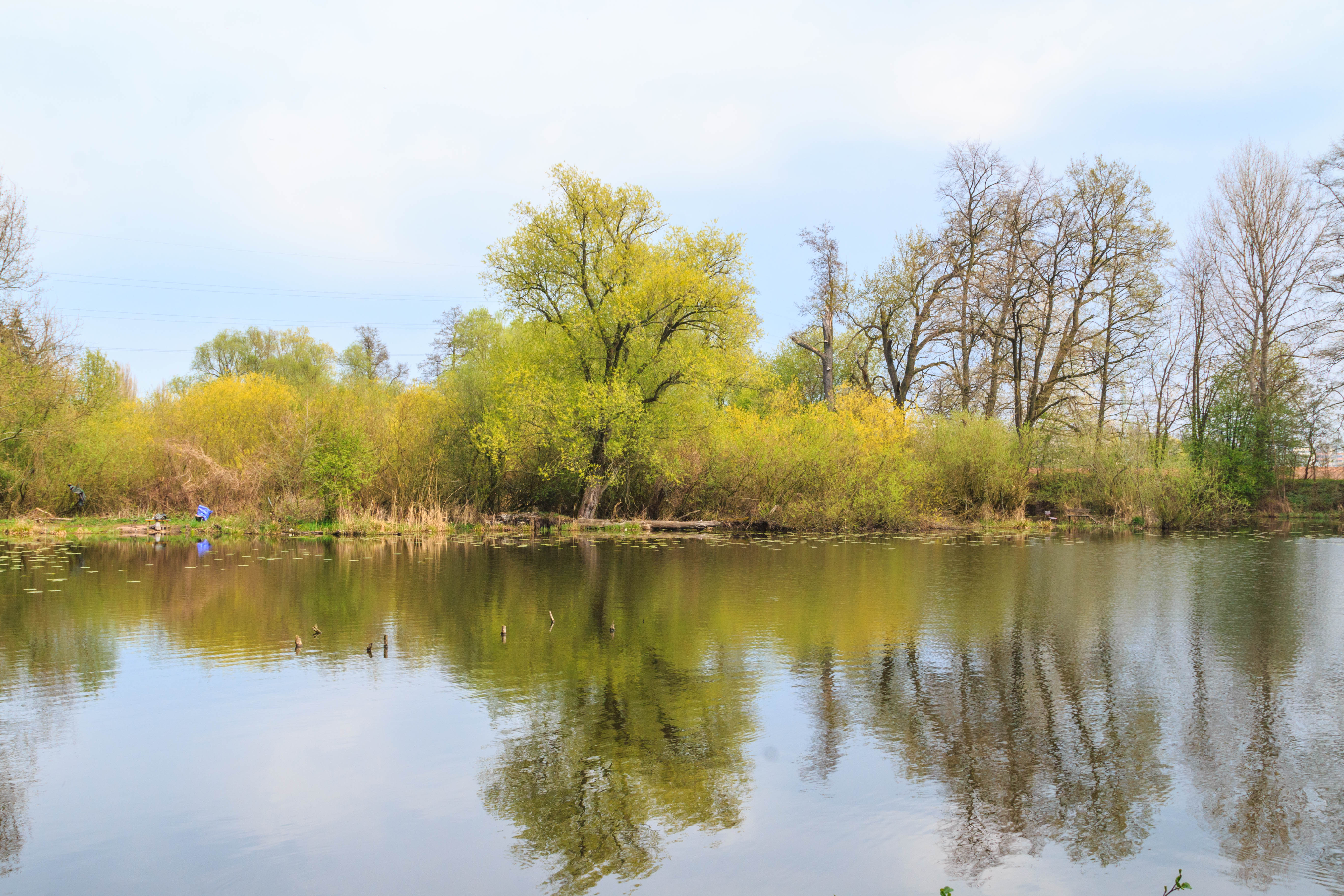
pohled na rameno Jesípek
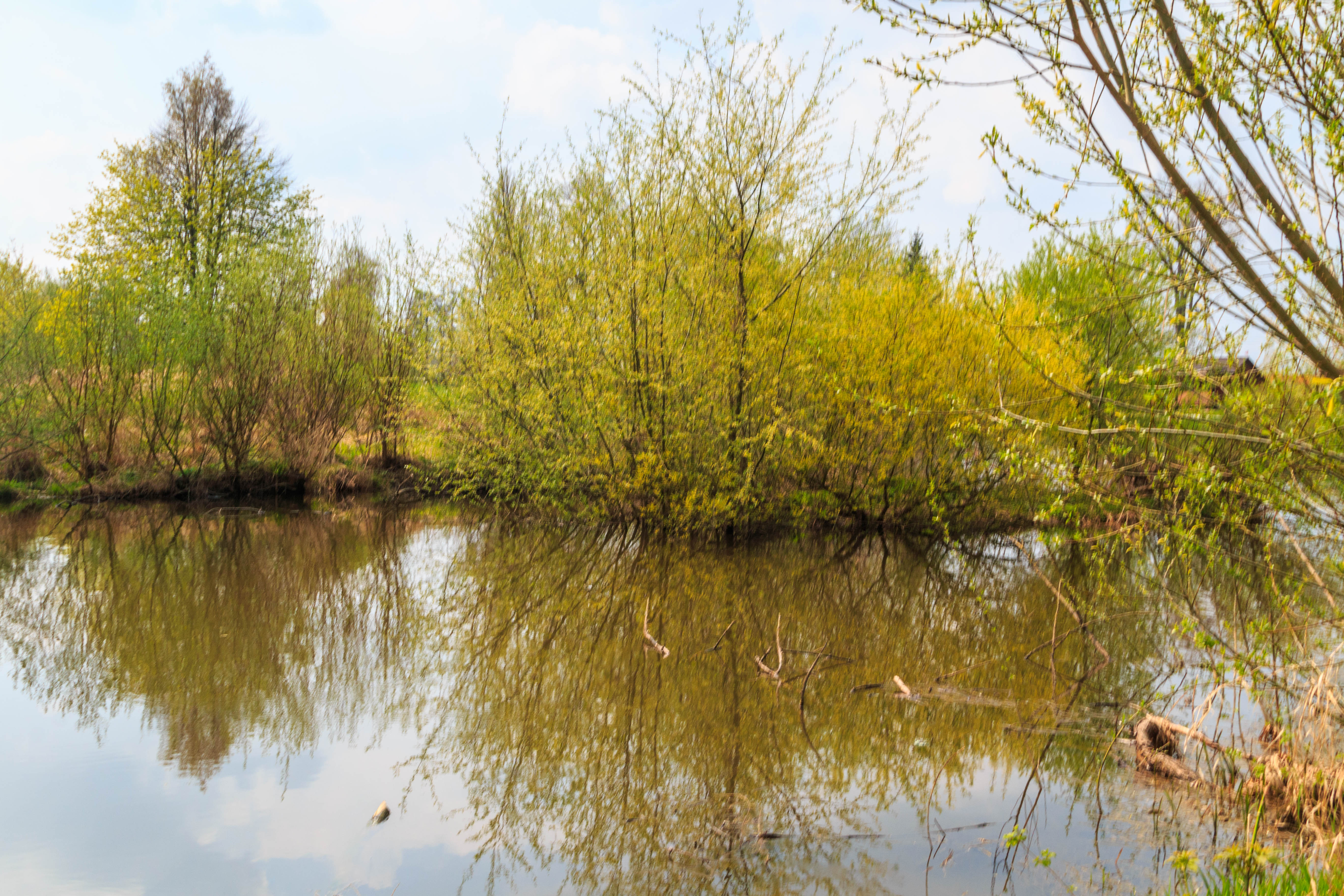
pohled na rameno Jesípek
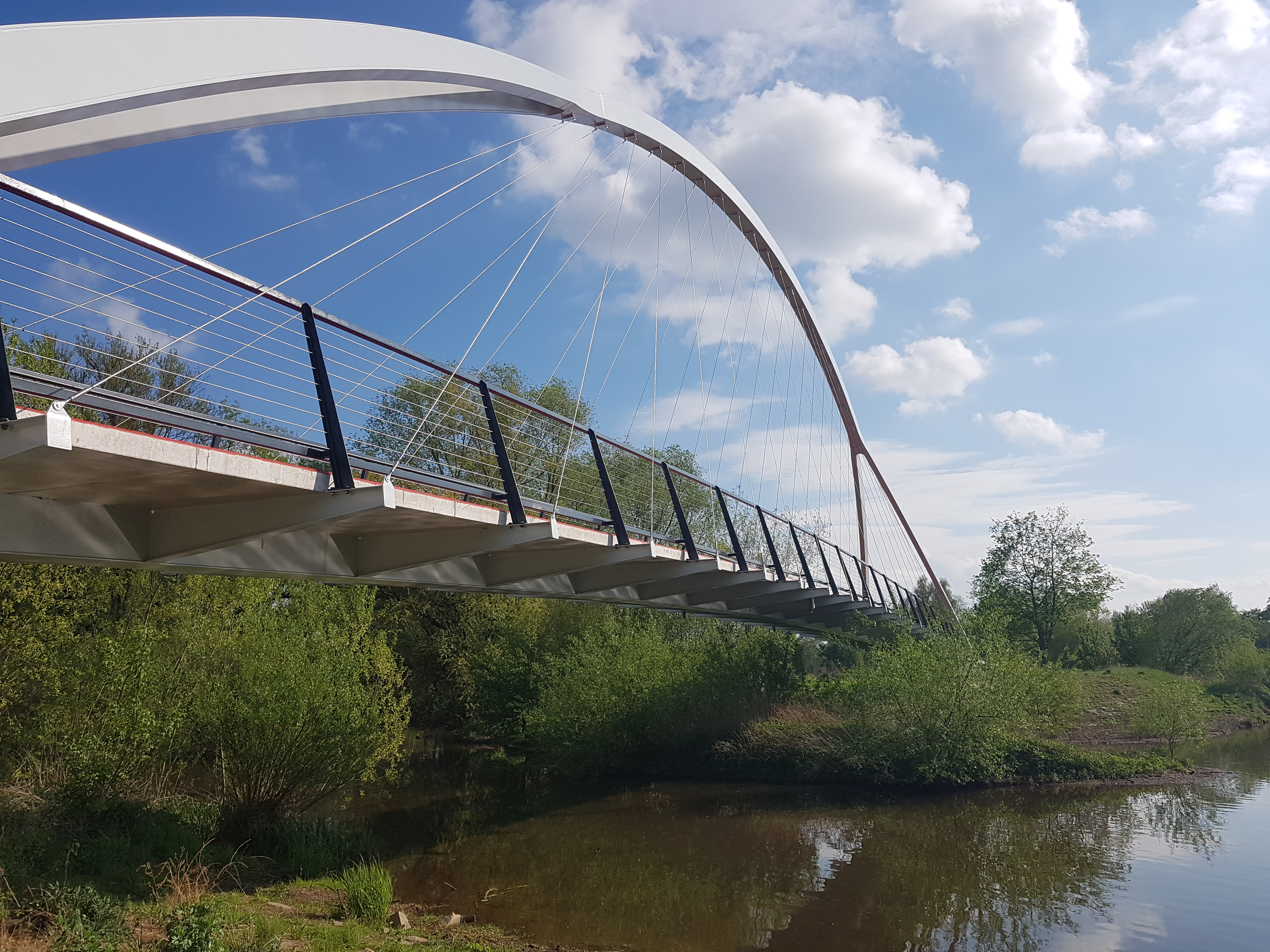
Lávka přes slepé rameno Jesípek